# Jakob Mitterhöfer

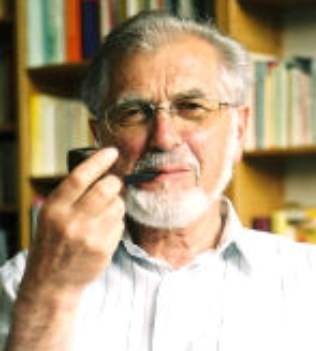
Jakob Mitterhöfer

Jakob Mitterhöfer SVD (* 6. September 1936 in Forchtenstein) ist ein österreichischer römisch-katholischer Geistlicher und Missionswissenschaftler.

## Leben
Jakob Mitterhöfer studierte von 1958 bis 1965 an der päpstlichen Universität Gregoriana in Rom und promovierte dort im Jahr 1968 zum Dr. theol.
Er trat 1956 bei den Steyler Missionaren ein und wurde 1963 in Rom zum Priester geweiht.
In den Jahren 1966 bis 1994 war er Generalsekretär der Päpstlichen Missionswerke in Österreich (Missio). In dieser Zeit absolvierte er im Rahmen ausgedehnter Reisen, vor allem in lateinamerikanische Länder, seine „Lehrjahre“ in Sachen Basiskirche, Theologie der Befreiung und zum Thema Dritte Welt schlechthin.
Von 1996 bis 2002 war Jakob Mitterhöfer Dekan und Hochschulprofessor für Dogmatik (Schöpfung, Erlösung, Ökumenische Theologie) an der Philosophisch-theologischen Hochschule St. Gabriel und seit 1995 Dozent für Missionswissenschaft. Er lehrte auch an der Theologischen Hochschule Heiligenkreuz.
Ab dem Jahr 1975, mit Unterbrechungen, war er Lehrbeauftragter der Katholisch-Theologischen Fakultät der Universität Wien für Missiologie und Herausgeber der Missionszeitschrift der Päpstlichen Missionswerke „alle welt“.
Jakob Mitterhöfer war von 2003 bis 2013 Pfarrer in der Südstadt und in der Hinterbrühl, wo er Altpfarrer Franz Jantsch nachfolgte, der Ende 2003 als ältester aktiver Pfarrer Österreichs in Pension ging. Ihm folgte der Tiroler Pater Elmar Pitterle.

## Publikationen
- Thema Mission. Herder, Wien 1974, ISBN 978-3-210-24466-2.
- "Religion und Kirche in Konflikt", Kirche und Menschenrechte. In: Evangelium heute (Cursillo), Jg. 38, August–September 2001,3.